# 炕窯
炕窯，或寫為台語諧音的焢窯、控窯，是一種古老的烹飪方式，將食物和炭火埋在土中燘熟。不需要器皿。不同文化中各有不同堆放炭火和食物的方式、烹調時間、以及選用的食材。
由於挖土堆窯需要不少體力，炕窯後來漸漸被可以重複使用的饢坑和石窯（masonry oven）取代。這些方法也比較容易判斷食物是否已煮熟、並避免食物上沾到沙土。另一方面，饢坑和石窯一開始的搭建成本較高，而且不能帶著走，所以對於常遠行或遊牧的民族而言不見得有優勢。
台灣的炕窯多在空曠的農地上，用土塊堆疊一座小塔，中間透空燒放柴火，把土塊燒的焦紅後，將食物放進去，再把土堆搗毀夯實，悶熟食物破窯取用，而食材多為黃玉米、茭白筍、蕃薯、芋頭與全雞等易燒烤食物。

## 源起演變
炕窯是一種很原始的烹飪方式，在石器時代的遺跡中即有發現烹炊事用的土坑。
台灣早期的農業社會，在遇到農作休耕時期，大人會帶著小孩們前往田地，堆個土窯並放進一些簡單的食材，讓孩童體驗一下野炊的農餘樂趣；而在現今工商社會，人們鮮少務農之狀況下，卻演變成大人帶著小孩回味童樂的，假日休閒親子戶外活動。

## 炕窯技巧
台灣的傳統炕窯順序是先堆窯、次燒窯、再破窯與開窯。
- 先堆窯：找開闊的空地，以收割後的田地為佳，泥地為次，測風向將窯口坐向迎風面，讓空氣吹入助燃。然後找大土塊或是磚塊來堆造爐口，有一個穩定地基，再用次大塊的土塊開始慢慢向上圍，下面要穩固要用力壓密壓實，愈往上蓋愈內縮到中間，收斂最後可閉合，故在窯堆越高的時候，一次拿多個小土塊堆卡才不易崩塌。
- 次燒窯：在堆好土窯後，在土窯內的地上挖個小凹洞以增加燒烤食材的容量，後放入大柴火燒，如土窯燒成火紅，或摸外側的土熱了，表示已熱透了，再用圓鍬將柴火與灰燼取出，在門口挖洞埋較不會燙到。
- 再破窯：隨後將食物（外包報紙、烤肉用錫箔紙或炕窯專用袋）放入，將土窯破壞摧毀壓實，不讓熱氣跑出，可另外挖土覆蓋到沒冒煙，間隙填滿密封。
- 開窯：最後就是等用焦土的餘溫把食物悶熟，視熟易程度40分鐘至3小時，等待時間可做遊戲或生態之觀光，而開挖取食時要慢慢的搜尋，以免破壞食物。

## 現代炕窯
在西亞—北非的慶典活動中有時會炕窯，特別是在摩洛哥，會窯焢一整隻羊。遠行的人在沒有鍋具時也會用這種方式烤麵包。
炕窯也是許多太平洋島嶼民族的傳統烹飪方式之一，但因為相對費力，現在多留到特殊節慶活動。
在台灣工商社會繁忙，要享受控窯樂不易，於是有業者提供場所與食材，只要人來即可，結合生態觀光與親子同遊，可以訓練野外求生的能力，更具有分工合作，共享美食及聯誼效果。

## 圖片

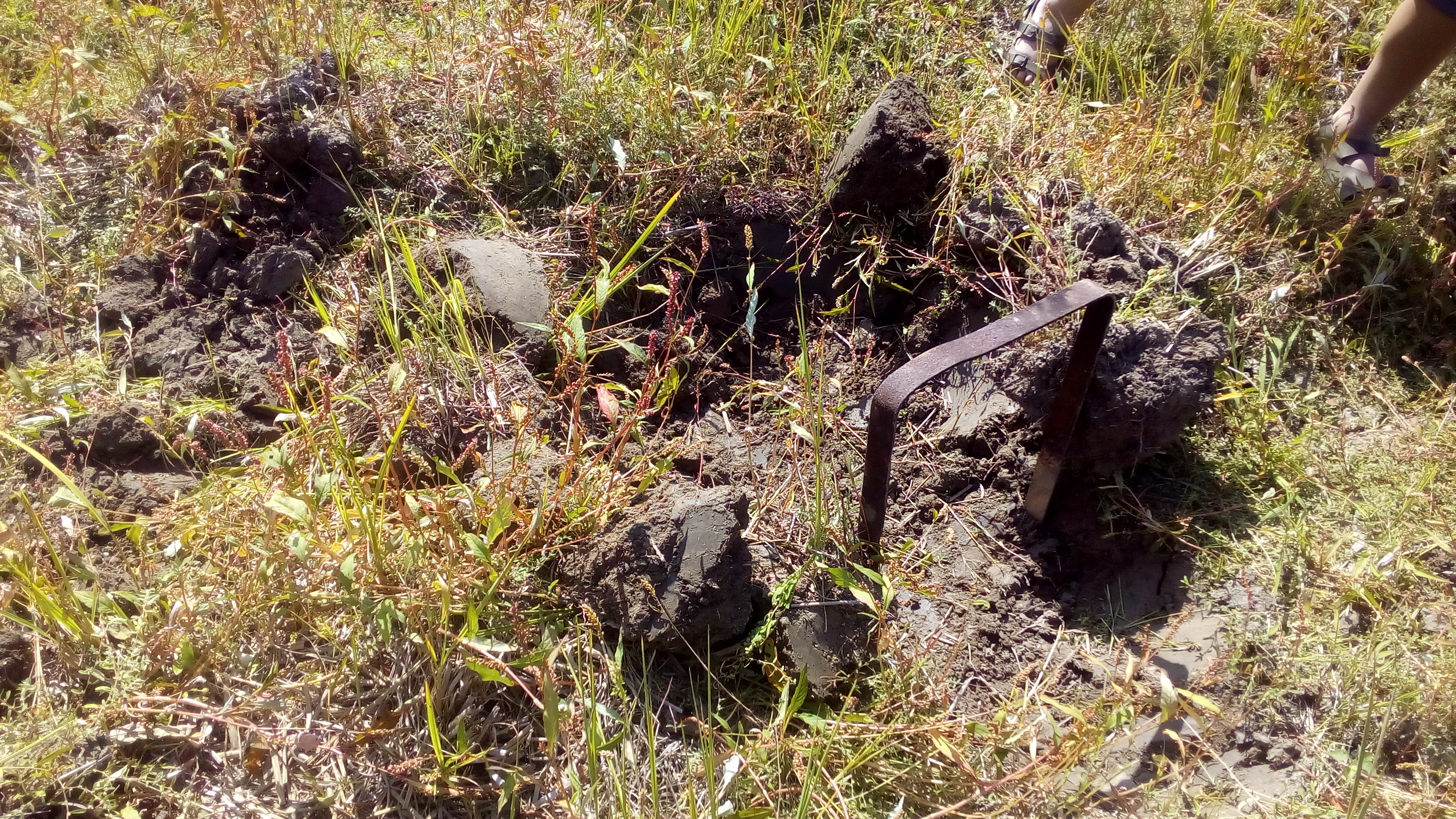
堆窯：將土塊圍成圓圈，築起一座小塔。
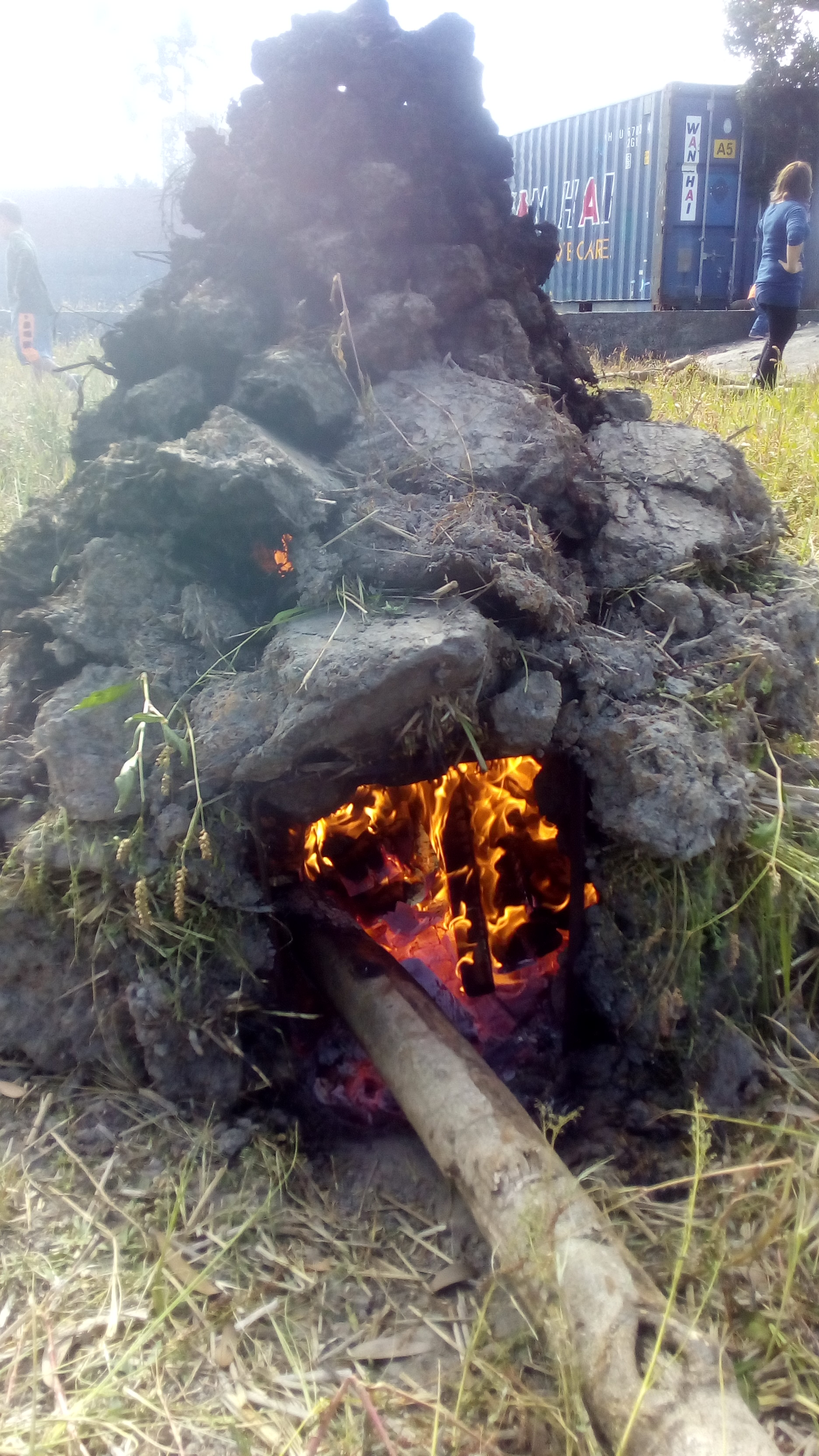
燒窯：起火並將柴火放入窯內，使土塊烘烤至高溫。
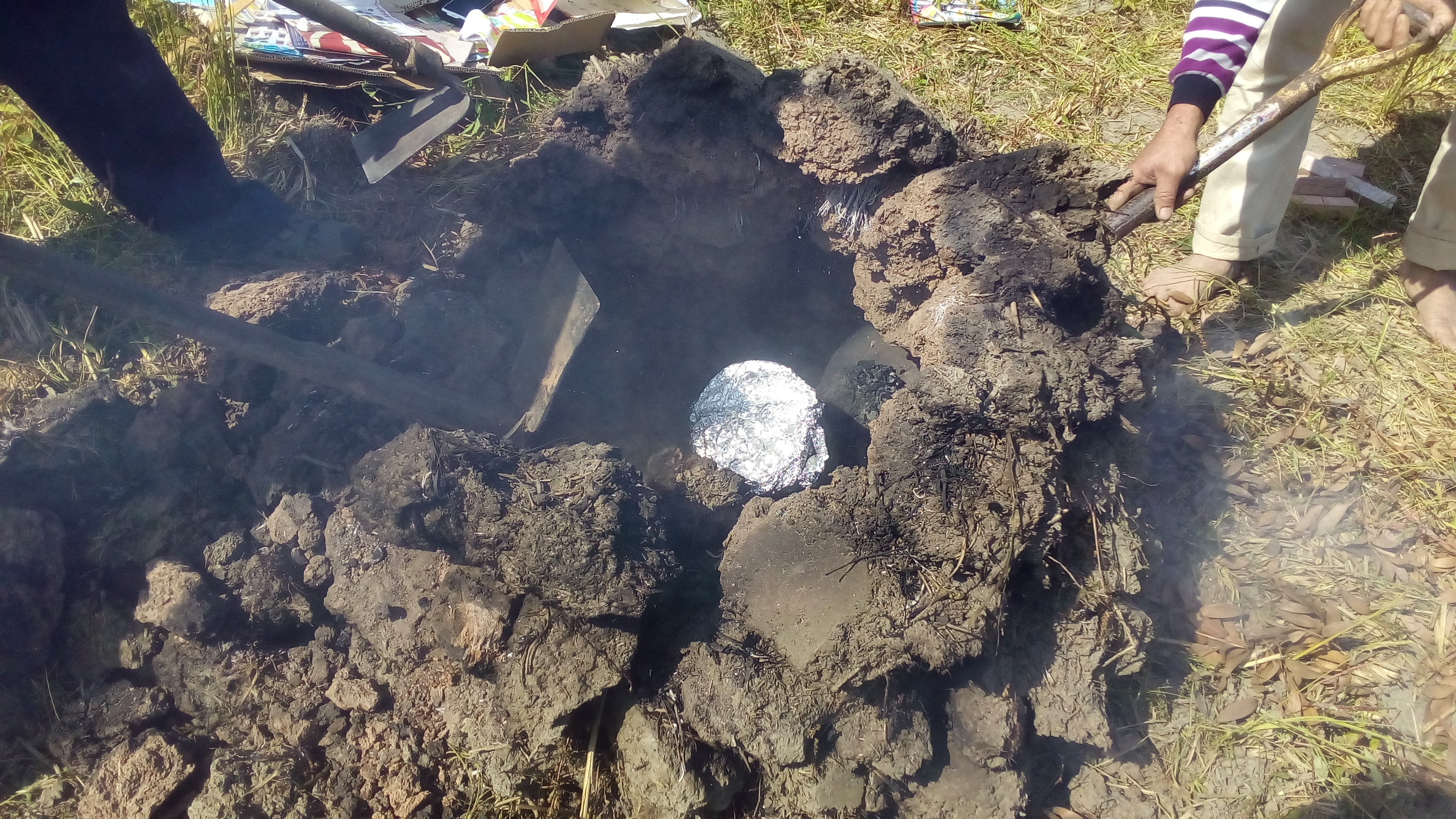
破窯：將食物丟入窯中，並將窯打碎，掩蓋食物。
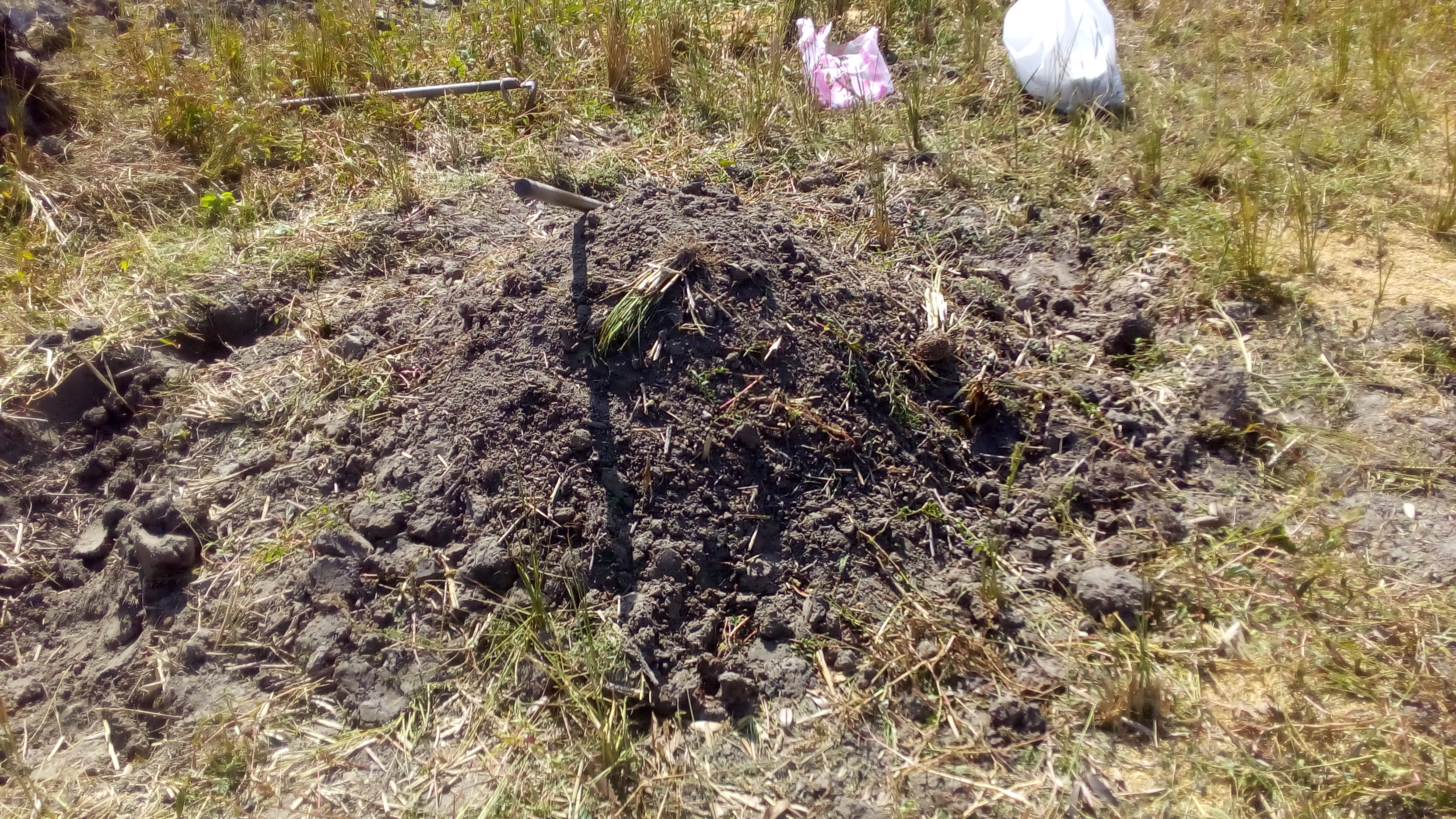
等待：在破窯結束後，等待一段時間。
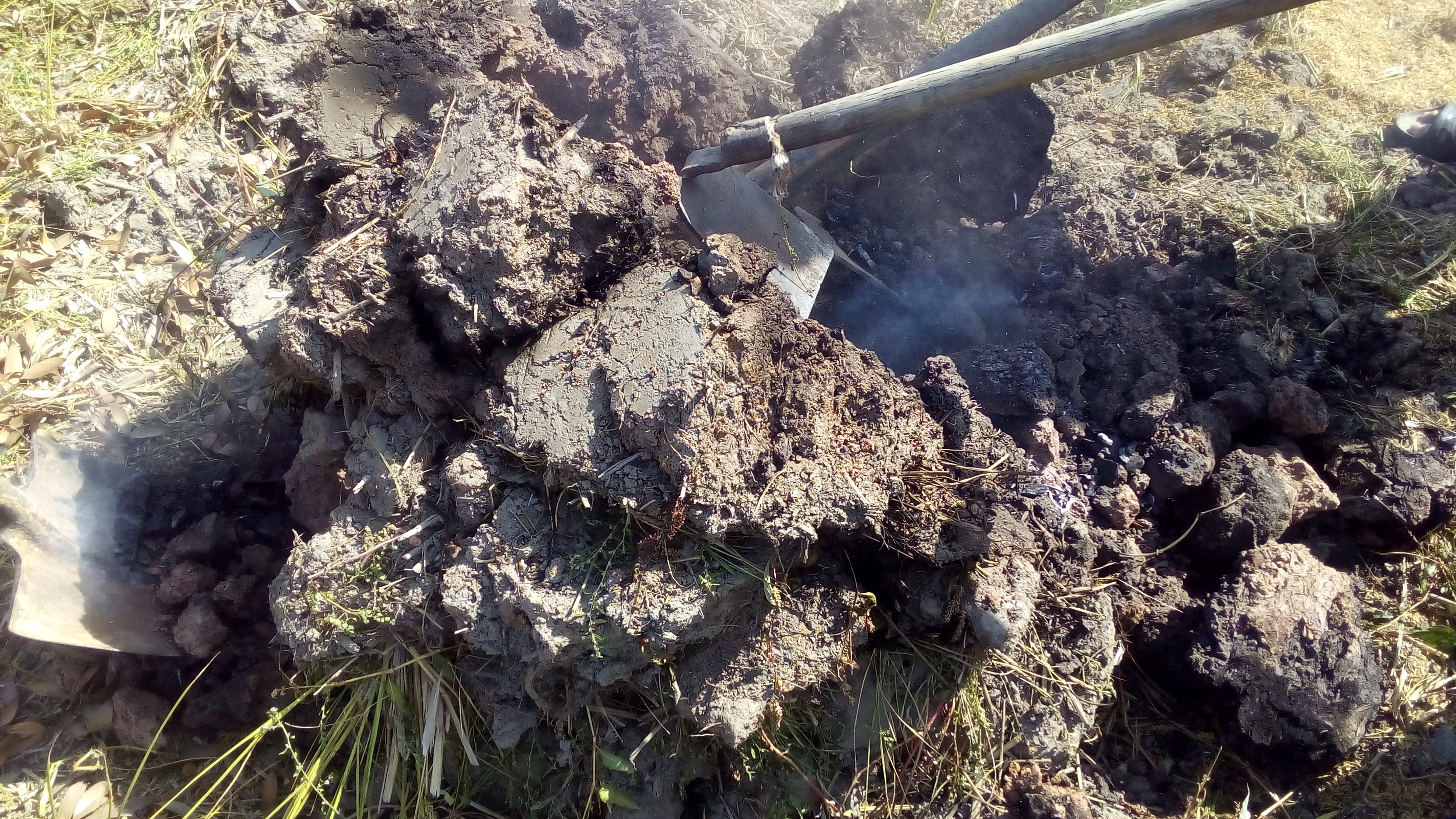
開窯：挖開窯，取出烤好的食物享用。

## 書目
- 臺灣臺南新化鎮地方文化創意產業發展特色初探，溫國勳 ; 林建德 ; 許珮瑤，文化創意產業研究學報，1:3 2011.09[民100.09]，頁129-149，摘要
- 渡假村靈魂人物之效益分析--平衡計分卡之應用，蕭漢良 ; 張宏生 ; 陳寶如，德霖學報，25 2011.06[民100.06]，頁37-53，摘要
- 體驗經濟下成衣觀光工廠創新經營模式之研究，蔡淑梨 ; 洪啟峰，輔仁民生學誌，15:2 2009.06[民98.06]，頁95-115，摘要
- 宜蘭國際童玩藝術節背後的地方問題，陳秋子，博物館學季刊，19:4 民94.10，頁59-71，摘要
- 彰化分會蓮荷果休閒遊，賞花、焢窯樂陶陶，臺灣花藝，231，民93.05，頁33
- 臺灣休閒農業之體驗付費與觀光商品化現象，李素馨 ; 侯錦雄，觀光研究學報，10:1 民93.03，頁133-145，摘要
- 頭城農場焢窯烤地瓜、餵羊、撿雞蛋喔!，黃麗煌，家庭月刊，312，民91.09，頁128-132
- 體驗臺灣農村之美--採果、焢窯、捉泥鰍，江明麗，行遍天下[革新版]，124，民91.01，頁146-149
- 喜悅心,手足情--焢窯記，彭淑宜，客家，118=141，民89.04，頁68-69
- 青少年朋友!假日焢窯去,情趣多，劉斌，豐年半月刊，46:21，民85.11.01，頁56-57